# 金州博物館

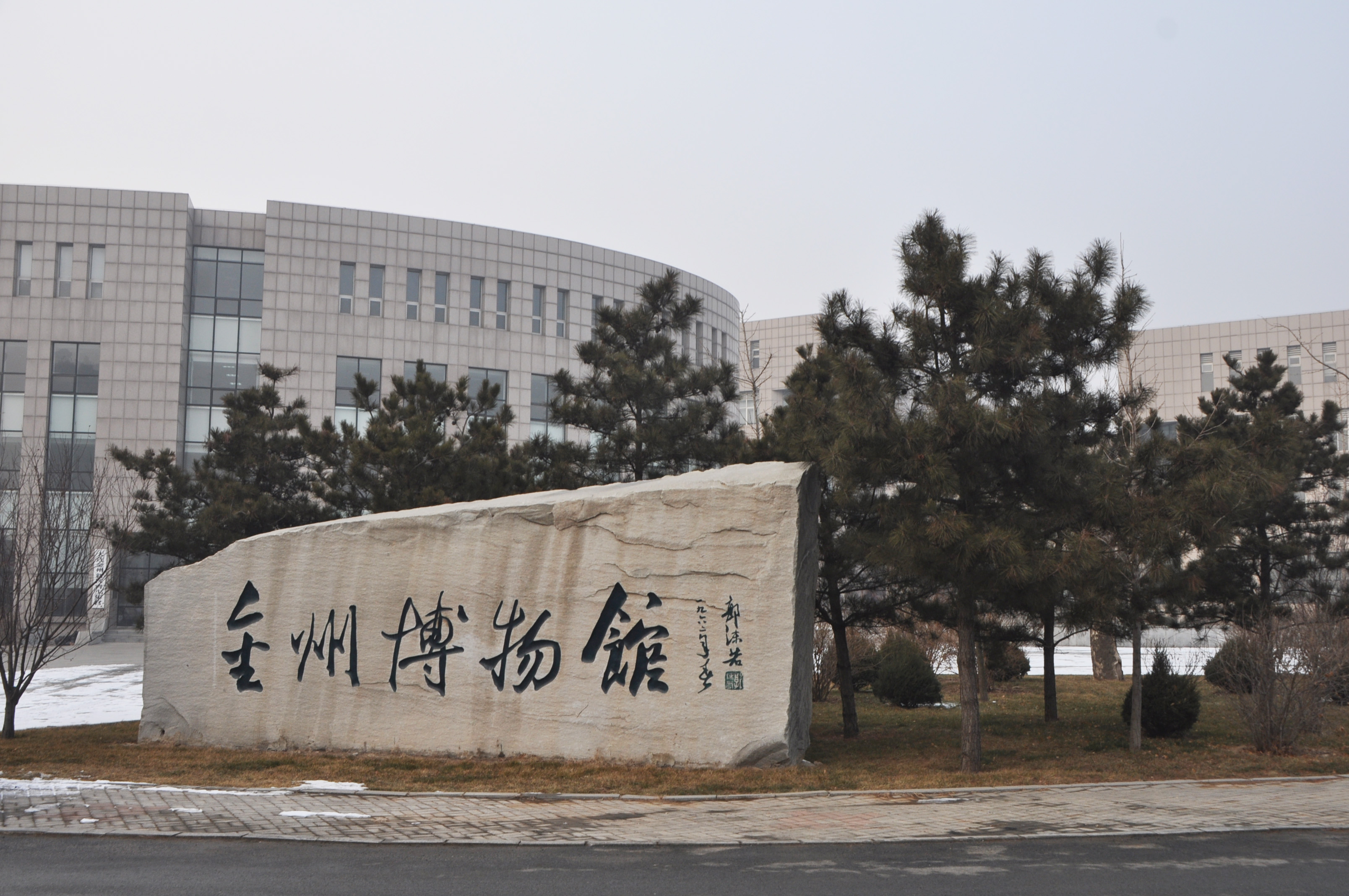
金州博物館（大連市金州区）は写真の中央・後方にかすかに見え、前方向かって左は新青少年宮、右は新図書館

金州博物館（きんしゅうはくぶつかん、中国語: 金州博物馆）は中国遼寧省大連市金州区にある博物館で、現在の大連市中心部は20世紀に発展してきたのに対して、金州は漢代からこの地域の中心であったので、歴史上大切な文物はこの博物館と旅順博物館にある。

## 概要
金州は歴史的には中国遼東半島の中心都市で、城壁に囲まれた大きな町であった。大連の中心地は20世紀以来、旅順は19世紀後半以来発展した町である。博物館も、大連には大連自然博物館、大連現代博物館はあるが、歴史的に重要な文物はこの金州博物館と旅順博物館にある。

## 旧博物館

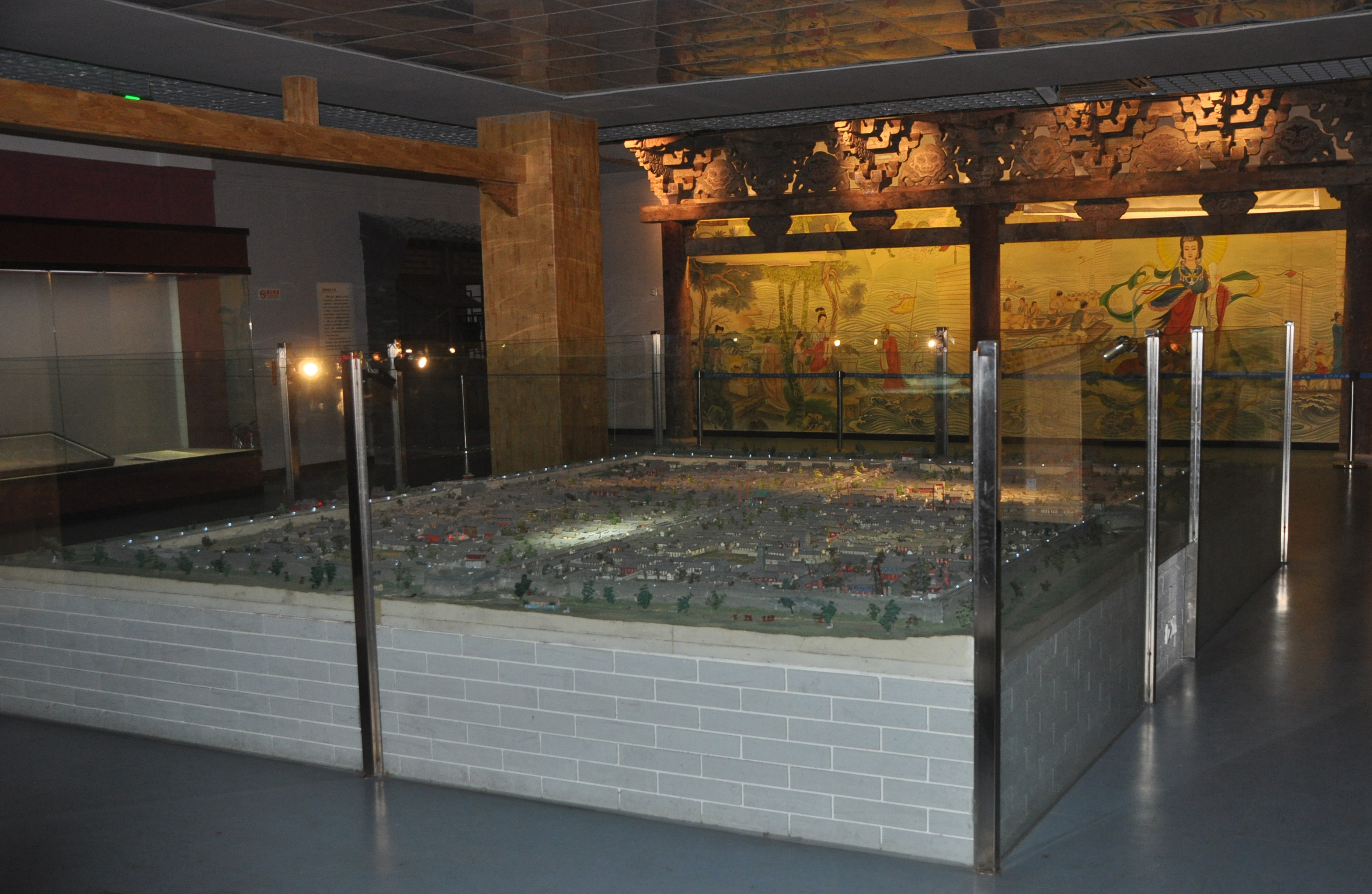
城壁をめぐらした金州古城の模型（新博物館で撮影）

旧金州博物館は日本が広域大連市の南半分を租借していた時代の1928年に建てられて、金州の町の中心の、現在の向応広場に面した木造二階建ての建物にあった。ここは金州民務会所（町役場）であった。
博物館の展示物には金州が城壁に囲まれたころの精巧な「金州古城模型」などがあった。また日清・日露両大戦で日本陸軍がどのようにまず金州を攻撃・陥落させて、その後旅順へ向かったかの図解も日本語であり、中華人民共和国が成立以降は中国語に書き換えられて、どのように金州が侵略されたかの展示になった。

## 新博物館
金州の北郊外の永安大街888号に金州博物館が新設されて、旧博物館の展示が徐々に引っ越し、2010年ごろから公開されている。周りは金州区図書館、金州区青少年宮も引っ越してきいて、新しい公共建物地域になっている。
新博物館の建物は四階建てで、１Ｆには「金州古城模型」が目玉展示で、２Ｆには太古の昔からの歴史展示（「金州ドルメン石」など）、３Ｆは明・清の歴史（日清・日露戦争関係で、日本陸軍「第一師団司令部記念碑」など）になっていて、４Ｆは事務所である。

## 金州副都統衛門博物館
金州副都統衙門博物館が正しく、副都統衛門ではない。
金州の町の中心部の擁政街道民主街255号にあり、ここは歴代中国の中央政府が金州地域を治める代表者を派遣して住まわせた場所であった。日本時代には金州警察署があり、1949年後は金州公安局がここにあったが、1999年に引っ越して、金州副都統衛門博物館になった。
正岡子規が日露戦争末期に従軍記者として金州を訪れて詠んだ俳句「行く春の酒を たまはる陣屋哉」の句碑はこの敷地の北西隅にあり、一般公開されてないが見ることはできる。
注:

なお、遼寧省には金州博物館と似た発音の錦州博物館もある。